# Prélude de Bonis
Pour les articles homonymes, voir Prélude (homonymie).
Le Prélude, op. 51, est une œuvre de la compositrice Mel Bonis, datant de 1901.

## Composition
Mel Bonis compose son Prélude en la bémol majeur pour piano en 1901. L'œuvre, dédiée à Antonin Marmontel, est publiée l'année même aux éditions Leduc, puis est rééditée par les éditions Furore en 2004.

## Analyse
Bien que courte, la pièce est classée par Christine Géliot parmi les « Pièces de concert », regroupant les pièces pour piano seul les plus consistantes et virtuoses.
Le Prélude en la bémol utilise la même technique d'écriture que pour Écho. Comme dans Phœbé, le prélude expose une mélodie constituée d'une série de fragments qui font l'objet d'imitations. Les segments sont tous fondés sur les variantes d'un seul motif, traité avec beaucoup de plasticité. La cellule génératrice est constituée d'un simple mouvement conjoint descendant en noires pointées sur un ambitus de tierce. Dans cette descente de tierce, il y a aussi le transfert d'octave, qui ajoute une couleur particulière à la ligne mélodique, affectant les intervalles constitutifs de la cellule originale et l'enchaînement de fragments successifs. Les fragments des trois premières mesures sont transposées à chaque fois d'une octave vers le bas.
La construction motivique participe également à des moments de subtilité métrique étonnants et originaux. Si la seule indication de métrique (
) est maintenue pour la totalité de la pièce, on relève de nombreux effets d'hémiole et de réinterprétations métriques implicite, avec notamment des accents et des groupements et patrons mélodiques d'accompagnement.
Il y a aussi des entrées rapprochées du motif générateur entre la mélodie principale et la partie imitative qui génère des frottements intervalliques expressifs. À cela s'ajoute une différenciation métrique des parties, donnant une impression de tournoiement ou d'ivresse rythmique.

## Edition disponible
- In Mel Bonis, œuvres pour piano, volume 4, pièces de concert

## Discographie
- Piano Work, Mel Bonis (compositrice), Veerle Peeters (piano), Etcetera Records, 2011

## Sources
- Christine Géliot, Mel Bonis : femme et compositeur, 1858-1937, L'Harmattan, 2009 (ISBN 978-2-296-09409-3 et 2-296-09409-0, OCLC 690428359, lire en ligne)
- Étienne Jardin, Mel Bonis (1858-1937) : parcours d'une compositrice de la Belle Époque, 2020 (ISBN 978-2-330-13313-9, OCLC 1153996478)